# Полошков, Иван Иванович
Иван Иванович Полошков (1 июня 1986, Новокузнецк) — российско-казахстанский профессиональный хоккеист, вратарь.

## Карьера
Воспитанник новокузнецкого хоккея. После 5 сезонов, проведенных в клубах Кемеровской области, переехал в Казахстан. Выступает за нижнетагильский «Спутник».
На молодёжном чемпионате мира 2006 года и чемпионате мира 2009 года выступал за сборную Казахстана. Чемпион Зимней Азиады-2011.